# Johanna Pieneman

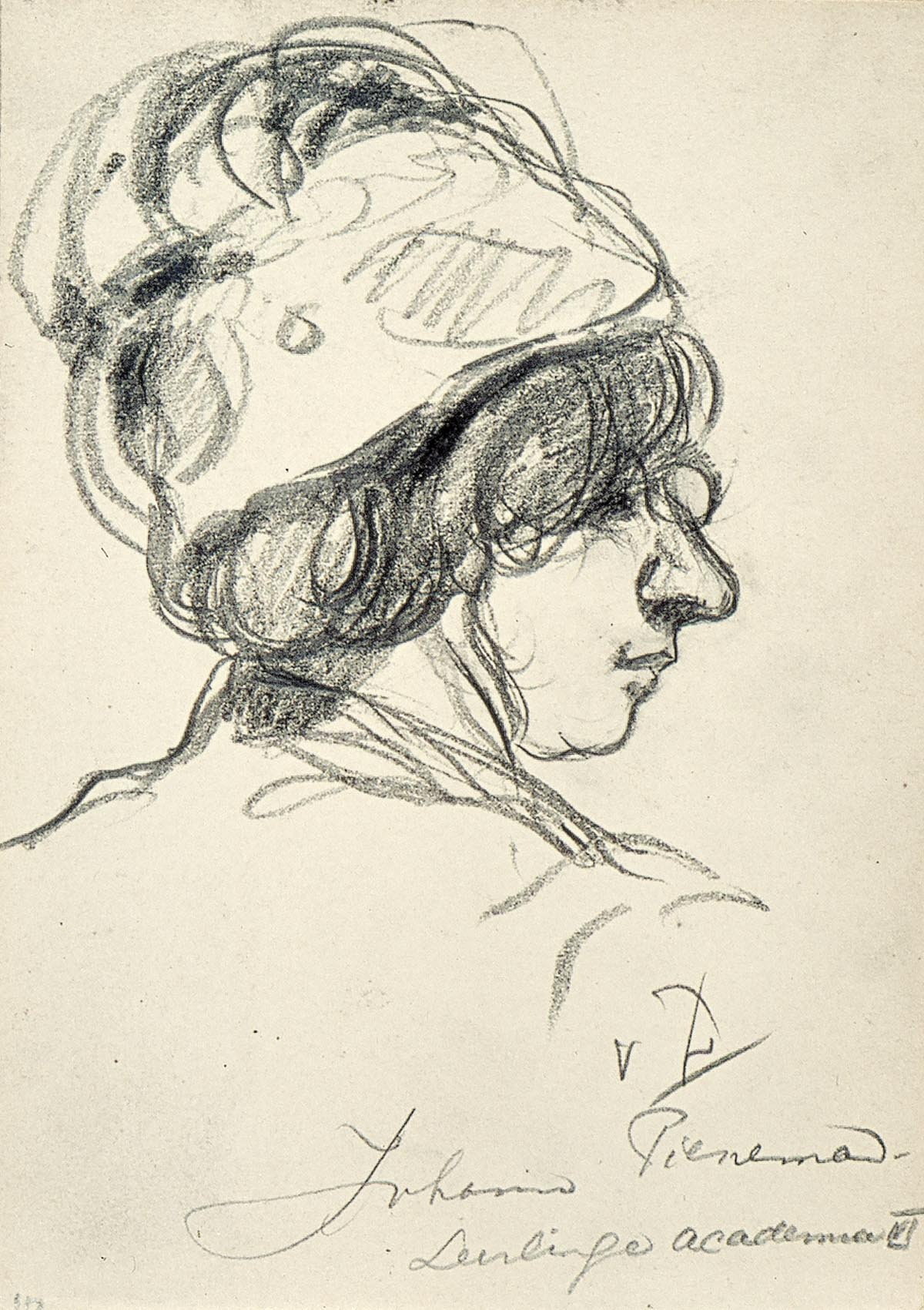
Theo van Doesburg. Johanna Pieneman. 1912. Utrecht, Centraal Museum.

Johanna Hendrika Pieneman (Amsterdam, 17 februari 1889 - aldaar, 28 april 1986) was een Nederlands kunstschilderes.
Pieneman was een dochter van huisschilder Nicolaas Pieneman (Breukelen, 1853 - Maarssen, 1945) en Herremijntje de Hondt en een jongere zus van Nicolaas Pieneman (1880-1938). Ze kreeg les van onder meer Carel Dake, Antoon Derkinderen en Theo van Doesburg. Ze schilderde vooral in een figuratieve, impressionistische stijl en haar werk wordt gerekend tot de Amsterdamse school. Haar broer Nicolaas (1880-1938) was ook kunstschilder. Ook heeft ze veel in Frankrijk geschilderd.

## Werk
- De Amstel (de zogenaamde "Bullewijk") bij Ouderkerk aan de Amstel. Ca. 1920. Olieverf op doek. 36 × 49 cm. Kunsthandel het Interbellum (2008). Zie externe link.
- Impressionistisch landschap. Zonder jaar. Olieverf op doek. 40 × 50 cm. ArtLove (2008). Zie externe link.

- Biografisch Portaal: 96122276
- RKD-Nederlands Instituut voor Kunstgeschiedenis: 63370